# Karmiel
Karmiel (Karmi'el) (Hebraisk: כרמיאל) er en hurtigt voksende, moderne udviklingsby grundlagt i 1964. Byen ligger i det nordlige Israel i bjergrige Galilæa (Ha'Galil) øst for Akko i Beit Kerem dalen, der er skillelinjen mellem det, der kaldes Øvre Galilæa (mod nord) og Nedre Galilæa (mod syd).
Byen har et behageligt klima, en relativ ung befolkning, højteknologisk industri og betragtes som centrum for handel, industri, uddannelse og kultur i Galilæa.
Karmiel har ca. 50.000 indbyggere.